# Loews Cineplex
Pour les articles homonymes, voir Cineplex.
Loews Cineplex Entertainment Corporation était une importante société de gestion de salles de cinéma. Avec 200 complexes totalisant 2 176 écrans, elle se plaçait en troisième place des plus grands groupes de cinéma.

## Historique
Loews Theatres est fondé en 1904 par Marcus Loew. Simple nickelodeon à l'origine, il se transforme progressivement en une chaîne de salles qui, au début de la Première Guerre mondiale, couvre l'ensemble des États-Unis. Afin d'avoir des films à présenter, Loew acheta une société de production de films muets appelée Metro Pictures Corporation. En 1924, elle fut associée aux studios des célèbres Louis B. Mayer et Samuel Goldwyn pour devenir les studios Metro-Goldwyn-Mayer (MGM). En 1954 la justice américaine a eu peur d'une possibilité d'oligopole dans le milieu du cinéma força Loews à se séparer de la MGM ; Paramount Pictures et Warner Bros. durent eux aussi se séparer de leurs salles de cinéma.
La société était une filiale de la Loews Corporation jusqu'en 1984 quand elle vendit ses 350 salles à des investisseurs, rapidement remplacés par TriStar. Trois ans plus tard, Tri-Star regroupa la société de loisirs de The Coca-Cola Company avec Loews Cineplex ce qui donna un énorme groupe de plus de 1000 salles sous quatre enseignes. En 1989 Coca-Cola revendit TriStar à Sony Pictures Entertainment.
En 1998, les Loews Theater ont fusionné avec Cineplex Odeon Corporation apportant de nouvelles salles à l'international.
En mars 2002, Onex Corporation et Oaktree Capital Management achète à Sony les chaînes de cinéma puis ajoute en juillet 2002 les salles du groupe mexicain Grupo Cinemex.
En juillet 2004, un nouveau rachat est fait par un groupe d'investisseurs composé de Bain Capital, Carlyle group et Spectrum Equity à la hauteur de 2 milliards de dollars.
Le 21 juin 2005, AMC Theatres et Loews Cineplex ont conclu un accord de fusion, mais elle est suspendue à une décision du département de la justice américaine, la crainte de monopole existait. La décision a été prise le 26 janvier 2006 au profit d'AMC Theatres qui prit le contrôle de Loews, la majorité des salles ont été renommées.

## Implantations
La société possède des complexes qu'elle gère sous différents noms :
- au Canada : Loews Cineplex Entertainment
- aux États-Unis : Loews Theatre, Cineplex Odeon, Star Theatres et Magic Johnson Theatres
- au Mexique : Cinemex
- en Espagne : Yelmo Cineplex
- en Corée du Sud : Megabox